# قسم كراني الريفي (مقاطعة بيجار)
قسم کراني الريفي (بالفارسية: دهستان کرانی) هي منطقة سكنية تقع في إيران في ناحية كوراني. يقدر عدد سكانها بـ 4,775 نسمة .